# GOING UNDER GROUND
GOING UNDER GROUND（ゴーイング・アンダー・グラウンド）は、日本のロックバンド。略称は「ゴーイング」、「GUG」など。

## プロフィール
埼玉県桶川市出身の3人組。桶川市立加納中学校1年生だった松本が中澤・石原・伊藤ら同級生を誘い結成し、その後何度かのメンバーチェンジを経てデビュー当時の5人体制となる。2度のメンバー脱退があったが、サポートメンバーを迎えながら継続的に活動。バンド名はイギリスのロックバンドTHE JAMの同名曲に由来する。
1998年頃より下北沢のライブハウスを中心にライブ活動を開始。
1998年12月12日、ミニアルバム『cello』でインディーズデビュー。
2001年6月21日、シングル『グラフティー』でビクターエンタテインメントよりメジャーデビュー。
2003年に「ハートビート」がボーダフォン（現ソフトバンクモバイル）の、2005年に「STAND BY ME」が三ツ矢サイダーのテレビCMに起用される。
2005年2月にリリースしたアルバム『h.o.p.s.』が自己最高のオリコン初登場10位を記録。同タイトルの全国ツアーにて、7月に日比谷野外大音楽堂公演を行った。同年「トゥモロウズ ソング」をNHK『みんなのうた』に提供。
2006年7月、日本武道館でワンマンライブを開催。
2007年1月13日にはバンドの楽曲「ハミングライフ」が原案となった映画『ハミングライフ』が公開。
2009年4月18日の日比谷野外大音楽堂でのライブをもって伊藤洋一が脱退。
2010年、ポニーキャニオンへ移籍。ヒダカトオルをプロデューサーに迎え、同年5月に新体制として初のシングル『LISTEN TO THE STEREO!!』をリリース。同年にはメンバーの地元である桶川市民ホールにて初の凱旋ワンマンライブを開催した。
2015年1月31日の渋谷公会堂でのライブをもって河野丈洋が脱退。6月、個人事務所アクアミュージックプロダクツから離籍。
2016年1月、インディーズレーベルYouth Recordsと契約し、同レーベルを主宰するマネジメント事務所1994に移籍。同年5月に約4年ぶりの全国流通シングル『the band』を、8月にアルバム『Out Of Blue』を古巣であるビクターエンタテインメントよりリリース。
2018年はCDデビュー20周年を迎え、初期の3枚のアルバムをリアレンジしたセルフカバーアルバムや、シングル 、アルバム、2枚組ベストアルバムをリリースした。
2020年、プロデューサーに曽我部恵一を迎えて完全フルリモート制作した楽曲「望郷東京2020」などの配信リリースや、観客定員を25名に限定し、1人1曲ずつのリクエスト曲のみでセットリストを構成したオールリクエストライブの実施と生配信などの試みを行った。
2022年、再び事務所を離れ、バンド運営をメンバーのみで行っていることを発表し、2020年から2021年にかけてリモート制作した楽曲等で構成したアルバム『あたらしいともだち』をライブ会場と通販・一部店舗での販売のみで発売した。

## メンバー
- 松本素生（まつもと そう、1978年12月22日 - ） - ボーカル・ギター担当

埼玉県桶川市出身。血液型A型。
リード・ボーカリストであり、大半の楽曲の作詞・作曲を手掛けている。
他ミュージシャンへの楽曲提供等も行っているほか、「SxOxU」「松本素生」名義でソロ活動を行っている。
| 主な使用楽器（ギター） - Trafzck Guitar Services オーダーメイド - Epiphone エピフォン・カジノ 下倉楽器オーダー - Gibson ES-335TD 1978年製・1974年製 | - ヤイリギター K.Yairi アコースティックギター - Fender ストラトキャスター - Martin カスタム・ショップ・モデル |

- 中澤寛規（なかざわ ひろき、1978年12月19日 - ） - ギター・ボーカル担当

埼玉県桶川市出身。血液型B型。
通称「ナカザ」。女性のような独特のハイトーン・ボイスで、リードボーカルを担当する曲もある。Jリーグ開幕当初からの熱心な浦和レッズのサポーターであり、2015年には浦和レッズオフィシャルfacebookで公開された動画の音楽制作を担当した。
中学1年生の時に松本とバンドを始めるまでは漫画家を志していた。現在でもグッズ製作等で自作の漫画やイラストを公開している。公式ファンクラブ「TEAM GOING」（2015年閉鎖）が会員向けに発行していた会報誌「ヒダマリ画報」では編集長を務めていた。
元BEAT CRUSADERSのカトウタロウとのツインギターユニット「ナカザタロウ」名義で活動を行っているほか、友人である橋口靖正のトリビュートバンド「HGYM」にも中心メンバーとして参加している。
| 主な使用機材 - ギター - Epiphone Japan レスポール・スペシャル 1996年製 - Fujigen NCTL-10M (テレキャスタータイプ) - Fujigen NCLS-20R - Gibson SGスタンダード - Gibson レスポール・ゴールドトップ - Rickenbacker 330 | - エフェクター - BOSS DD-20、OC-3、BD-2、TU-3 - ZOOM MS-50G - XOTIC BB Preamp - HOTONE SOUL PRESS - アンプ - Roland JC-120 Jazz Chorus Guitar Amplifier |

- 石原聡（いしはら さとし、1978年8月14日 - ） - ベース担当

埼玉県桶川市出身。血液型A型。
通称「いっさん」。2009年夏よりバンドのマネージャー業務も担当していたが、2016年時点でマネジメント兼務は終了している。2015年の河野脱退の際に松本と中澤はバンドの解散を提案したが、石原1人がバンドの存続を主張したため、改めて話し合いを持ち、活動を続けることになった。「同じ月を見てた」のPVで主演しているほか、映画『ハミングライフ』にも出演している。
椎名林檎の楽曲「自由へ道連れ」にベースで参加している。
| 主な使用楽器（ベース） - Fender Custom Shop ジャズベース（複数） - Fender プレシジョンベース 1965年製フルオリジナル - Gibson サンダーバードIV | - Fujigen NCJB-20R - Hamer モデル名不明（ジャズベースタイプ） |

### 元メンバー
- 伊藤洋一（いとう よういち、1978年7月2日 - ）- キーボード担当

通称「よういっさん」。
初期の前身バンドでドラムスを担当していたが脱退。後に再加入を希望した際にはドラムス担当として既に河野が加入していたため、鍵盤楽器に触れたことがなかったにもかかわらずキーボードとして加入した。
伊藤がメンバーに黙ってレコード会社や音楽事務所などにデモテープを送っていたことがバンドのデビューのきっかけとなった。
2009年4月18日の日比谷野外大音楽堂でのライブを最後に育児に専念するためにバンドを脱退し、音楽活動から引退した。脱退後も、2011年に同じく日比谷野外大音楽堂で行われたライブや2013年の桶川、大阪でのライブなどにゲスト参加している。
- 河野丈洋（こうの たけひろ、1978年9月18日 - ）- ドラムス・ボーカル担当

通称「丈（じょう）さん」。
中澤・石原が進学した埼玉県立桶川高等学校で出会って勧誘されバンドに加入。
2015年1月31日の渋谷公会堂でのライブを最後に脱退。脱退までバンドのリーダーを務めていた。

## ディスコグラフィー

### シングル
|            | 発売日                 | タイトル                            | 規格品番                                                | レーベル                   | 順位  |
| ---------- | ---------------------- | ----------------------------------- | ------------------------------------------------------- | -------------------------- | ----- |
| indies 1st | 2000年4月21日          | 桜が咲いたら                        | amps-0001                                               | aqua music products        | -     |
| indies 2nd | 2000年9月3日           | ロマンチック街道                    | amps-0002                                               | aqua music products        | -     |
| indies 3rd | 2001年3月10日          | アロー                              | amps-0003                                               | aqua music products        | -     |
| 1st        | 2001年6月21日          | グラフティー                        | VICL-35265                                              | ビクターエンタテインメント | 72位  |
| 2nd        | 2001年9月19日          | センチメント・エキスプレス          | VICL-35298                                              | ビクターエンタテインメント | 48位  |
| 3rd        | 2002年4月17日          | ミラージュ                          | VICL-35379                                              | ビクターエンタテインメント | 30位  |
| 4th        | 2002年7月10日          | ランブル                            | VICL-35405                                              | ビクターエンタテインメント | 49位  |
| 5th        | 2003年5月7日           | ダイアリー                          | VICL-35485（初回限定盤）/VICL-35494（通常盤）（CCCD盤） | ビクターエンタテインメント | 37位  |
| 5th        | 2007年12月19日（再発） | ダイアリー                          | VICL-36381（CD-DA盤）                                   | ビクターエンタテインメント | -     |
| 6th        | 2003年9月24日          | トワイライト                        | VICL-35571（初回限定盤）/VICL-35585（通常盤）           | ビクターエンタテインメント | 20位  |
| 7th        | 2004年1月21日          | ハートビート                        | VICL-35619（CCCD盤）                                    | ビクターエンタテインメント | 57位  |
| 7th        | 2007年12月19日（再発） | ハートビート                        | VICL-36382（CD-DA盤）                                   | ビクターエンタテインメント | -     |
| 8th        | 2004年9月22日          | サンキュー                          | VICL-35704                                              | ビクターエンタテインメント | 24位  |
| 9th        | 2004年12月8日          | 同じ月を見てた                      | VICL-35734                                              | ビクターエンタテインメント | 34位  |
| 10th       | 2005年2月9日           | アゲハ                              | VICL-30561（完全限定生産）                              | ビクターエンタテインメント | 37位  |
| 11th       | 2005年5月18日          | STAND BY ME                         | VICL-35820                                              | ビクターエンタテインメント | 17位  |
| 12th       | 2005年8月17日          | きらり/トゥモロウズ ソング          | VICL-35873                                              | ビクターエンタテインメント | 32位  |
| 13th       | 2006年2月1日           | Happy Birthday                      | VICL-35925（初回限定盤）/VICL-35926（通常盤）           | ビクターエンタテインメント | 36位  |
| 14th       | 2006年5月3日           | VISTA/ハミングライフ                | VICL-36072（初回限定盤）/VICL-36073（通常盤）           | ビクターエンタテインメント | 19位  |
| 15th       | 2007年3月21日          | 胸いっぱい                          | VICL-36225（初回限定盤）/VICL-36226（通常盤）           | ビクターエンタテインメント | 37位  |
| 16th       | 2007年6月13日          | TWISTER                             | VICL-36292（初回限定盤）/VICL-36293（通常盤）           | ビクターエンタテインメント | 33位  |
| 17th       | 2007年10月17日         | さかさまワールド                    | VICL-36344（初回限定盤）/VICL-36345（通常盤）           | ビクターエンタテインメント | 31位  |
| 18th       | 2008年3月19日          | 初恋                                | VICL-36425                                              | ビクターエンタテインメント | 21位  |
| 19th       | 2009年1月21日          | いっしょに帰ろう                    | VICL-36468                                              | ビクターエンタテインメント | 35位  |
| 20th       | 2010年5月19日          | LISTEN TO THE STEREO!!              | PCCA-70282（GOING盤）/PCCA-70283（REBORN!盤）           | ポニーキャニオン           | 19位  |
| 21st       | 2010年11月23日         | LONG WAY TO GO                      | PCCA-03304                                              | ポニーキャニオン           | 90位  |
| 22nd       | 2011年11月2日          | 愛なんて                            | PCCA-03479                                              | ポニーキャニオン           | 87位  |
| 23rd       | 2013年11月9日          | ならば青春の光                      | amps-0004                                               | aqua music products        | -     |
| 24th       | 2015年9月18日          | もう夢は見ないことにした/Soul train | gugs-001                                                | 自主レーベル               | -     |
| 25th       | 2016年5月11日          | the band                            | XQLG−1020                                               | Youth Records              | 69位  |
| 26th       | 2017年5月24日          | 超新星/よそもの                     | XQLG-1021                                               | Youth Records              | 128位 |
| 27th       | 2018年6月6日           | スウィートテンプテーション          | YRNF-0009                                               | Youth Records              | 96位  |
| 28th       | 2024年6月16日          | 爆音ノ四半世紀ep                    | BCMS-0003                                               | BOOT CUT MUSIC             | -     |

### アルバム

#### スタジオ・アルバム
|        | 発売日                 | タイトル                     | 規格品番                                      | レーベル                   | 順位  |
| ------ | ---------------------- | ---------------------------- | --------------------------------------------- | -------------------------- | ----- |
| 1st EP | 1998年12月12日         | Cello                        | DNAC-001                                      | DNA CAPSULES               | 圏外  |
| 2nd EP | 1999年9月23日          | 思春期のブルース             | John-001                                      | John                       | 圏外  |
| 1st    | 2000年5月24日          | GOING UNDER GROUND           | ampa-001                                      | sunnyside                  | 圏外  |
| 1st    | 2003年5月7日（再発）   | GOING UNDER GROUND           | VICL-61119（完全限定生産）（リマスター盤）    | ビクターエンタテインメント | 35位  |
| 2nd    | 2001年10月24日         | かよわきエナジー             | VICL-60792                                    | ビクターエンタテインメント | 22位  |
| 3rd    | 2002年9月11日          | ホーム                       | VICL-60926                                    | ビクターエンタテインメント | 18位  |
| 4th    | 2003年10月22日         | ハートビート                 | VICL-61228（CCCD盤）                          | ビクターエンタテインメント | 16位  |
| 4th    | 2007年12月19日（再発） | ハートビート                 | VICL-62721（CD-DA盤）                         | ビクターエンタテインメント | 16位  |
| 5th    | 2005年2月9日           | h.o.p.s.                     | VICL-61564（初回限定盤）/VICL-61565（通常盤） | ビクターエンタテインメント | 10位  |
| 6th    | 2006年2月22日          | TUTTI                        | VICL-61886（初回限定盤）/VICL-61887（通常盤） | ビクターエンタテインメント | 16位  |
| 7th    | 2007年11月7日          | おやすみモンスター           | VICL-62595（初回限定盤）/VICL-62596（通常盤） | ビクターエンタテインメント | 24位  |
| 8th    | 2009年3月4日           | LUCKY STAR                   | VICL-63251                                    | ビクターエンタテインメント | 43位  |
| 9th    | 2011年4月27日          | 稲川くん                     | PCCA-03350                                    | ポニーキャニオン           | 46位  |
| 10th   | 2012年11月14日         | Roots & Routes               | PCCA-03698                                    | ポニーキャニオン           | 59位  |
| 11th   | 2014年3月5日           | ひとりぼっちになる日のために | ampa-008                                      | aqua music products        | 86位  |
| 12th   | 2016年8月24日          | Out Of Blue                  | VICL-64610                                    | ビクターエンタテインメント | 56位  |
| 13th   | 2017年10月25日         | 真夏の目撃者                 | YRNF-0003                                     | Youth Records              | 97位  |
| 14th   | 2018年9月19日          | FILMS                        | YRNF-0012                                     | Youth Records              | 105位 |
| 15th   | 2022年3月19日          | あたらしいともだち           | BCMA-0001                                     | BOOT CUT MUSIC             | 圏外  |

#### ベスト・アルバム
| 発売日         | タイトル                                  | 規格品番                                          | レーベル                   | 順位  |
| -------------- | ----------------------------------------- | ------------------------------------------------- | -------------------------- | ----- |
| 2006年6月28日  | BEST OF GOING UNDER GROUND with YOU       | VICL-61991（初回限定盤）/VICL-61992（通常盤）     | ビクターエンタテインメント | 10位  |
| 2008年5月21日  | COMPLETE SINGLE COLLECTION 1998-2008      | VICL-68624/5（初回限定盤）/VICL-68626/7（通常盤） | ビクターエンタテインメント | 20位  |
| 2018年12月12日 | ALL TIME BEST〜20th STORY + LOVE + SONG〜 | YRNF0013/4                                        | Youth Records              | 157位 |

##### ボックス・セット
| 発売日         | タイトル | 規格品番 | レーベル                   | 順位  |
| -------------- | -------- | -------- | -------------------------- | ----- |
| 2014年12月24日 | THE BOX  | VIZL-766 | ビクターエンタテインメント | 239位 |

#### ライブ・アルバム
| 発売日        | タイトル                                                                | 規格品番 | 収録内容 | レーベル            |
| ------------- | ----------------------------------------------------------------------- | -------- | --- | ------------------- |
| 2011年5月4日  | 栗コーダーアンダーグラウンド びっ栗演奏会 2011.03.07 at 下北沢 風知空知 | ampa-002 | 栗コーダーカルテットとのジョイントライブを収録。                                                                        | aqua music products |
| 2012年5月10日 | GOING CLASSICS live at HOKUTOPIA                                        | ampa-004 | 2012年1月21日に開催されたファンクラブイベント「TAMARIBA」でのポップ・クラシックバンドeverlyとのジョイントライブを収録。 | aqua music products |

#### セルフカバー・アルバム
| 発売日        | タイトル                              | 規格品番 | 収録内容 | レーベル      |
| ------------- | ------------------------------------- | -------- | --- | ------------- |
| 2018年1月31日 | かよわきエナジー 2018〜forevergreen〜 | YR0005   | CDデビュー20周年記念企画のひとつとして、初期の3枚のアルバムをリアレンジして3か月連続で発売したもの。いずれもライブ会場及び公式サイト通販にて販売。 | Youth Records |
| 2018年2月28日 | ホーム 2018〜midnightblue〜           | YR0006   | CDデビュー20周年記念企画のひとつとして、初期の3枚のアルバムをリアレンジして3か月連続で発売したもの。いずれもライブ会場及び公式サイト通販にて販売。 | Youth Records |
| 2018年3月31日 | ハートビート 2018〜emotionalred〜     | YR0007   | CDデビュー20周年記念企画のひとつとして、初期の3枚のアルバムをリアレンジして3か月連続で発売したもの。いずれもライブ会場及び公式サイト通販にて販売。 | Youth Records |
| 2018年4月7日  | emotionalred ep                       | HR7S086  | 『ハートビート 2018〜emotionalred〜』から「トワイライト」「ダイアリー」を収録した7インチアナログ。                                                 | Youth Records |

### 映像作品
いずれもDVDでの発売。
| 発売日         | タイトル | 規格品番 | 収録内容 | レーベル                   |
| -------------- | --- | -------- | --- | -------------------------- |
| 2004年3月24日  | every breath | VIBL-165 | 「ダイアリー」「トワイライト」「ハートビート」のMVと、2004年1月17日の渋谷公会堂ワンマンライブの映像を7曲収録。 | ビクターエンタテインメント |
| 2006年10月25日 | GOING UNDER GROUND TOUR TUTTI at BUDOKAN                                                                        | VIBL-350 | 2006年7月6日に行われた初の武道館公演のノーカット映像及び当日のドキュメンタリー映像を収録。                     | ビクターエンタテインメント |
| 2009年9月1日   | tour 2008-2009 “LUCKY STAR” FINAL LIVE at 日比谷野音                                                            | ampd-1   | 2009年4月18日に行われた伊藤洋一脱退ライブを収録。                                                              | aqua music products        |
| 2013年3月1日   | GOING UNDER GROUND 冬のHALL TOUR ふるさとライブ〜荒川わたれvol.3〜 at 響の森 桶川市民ホール                     | ampd-2   | 2012年11月17日に行われたホールライブを収録。                                                                   | aqua music products        |
| 2014年1月19日  | GOING UNDER GROUND TOUR 2013〜14 「ならば青春の光」 ふるさとライブ〜荒川わたれ vol.4〜 at 響の森 桶川市民ホール | ampd-3   | 2013年11月9日に行われたホールライブを収録。                                                                    | aqua music products        |
| 2015年5月16日  | GOING UNDER GROUND TOUR 「OReTABI 2014〜15」 LIVE at 渋谷公会堂「河野、バンドやめるってよ」                     | ampd-4   | 2015年1月31日に行われた河野丈洋の脱退ライブを収録。                                                            | aqua music products        |
| 2016年9月19日  | ドキュメンタリーフィルム 「the band 〜記録と記憶〜」                                                            | YR-0001  | ドキュメンタリー映像とライブ映像を収録した2枚組。ライブ会場及び公式サイト通販にて発売。                        | Youth Records              |

### 参加作品

#### コラボレーションシングル
| 発売日         | タイトル                                  | 名義                                                     | 規格品番  | 備考 |
| -------------- | ----------------------------------------- | -------------------------------------------------------- | --------- | --- |
| 2009年12月30日 | メロンティー                              | メロン記念日 ×GOING UNDER GROUND                         | TGCS-5983 | タワーレコード限定販売。                                                                                           |
| 2012年3月10日  | 給水塔                                    | GOING UNDER GROUND ×メレンゲ                             | ampa-003  | 2012年に行われたメレンゲとのスプリットツアーグッズとして制作されたスプリットCD。作詞・作曲：クボケンジ、松本素生。 |
| 2013年5月8日   | カモメトゥモロー/世界を変えるピアノが歌う | GOING UNDER GROUND ×末光篤(a.k.a.SUEMITSU & THE SUEMITH) | TRJC-1017 | タワーレコード限定販売。                                                                                           |

#### カバー
| 発売日         | タイトル                                                                            | 規格品番     | 収録曲                                                    |
| -------------- | ----------------------------------------------------------------------------------- | ------------ | --------------------------------------------------------- |
| 2002年2月21日  | 『KINKY BOOT 〜 TRIBUTE TO THE KINKS』                                              | VICL-60847   | 9.VICTORIA                                                |
| 2002年10月17日 | 『一期一会 Sweets for my SPITZ』                                                    | MUCT-1003    | 12.Y                                                      |
| 2002年10月23日 | 『BEAT OFFENDERS 〜 A TRIBUTE TO THE COLLECTORS』                                   | AMCT-10009   | 9.Giulietta                                               |
| 2004年9月16日  | the pillows『SYNCHRONIZED ROCKERS』                                                 | KICS-1103    | 7.LITTLE BUSTERS                                          |
| 2007年10月24日 | 『奥田民生・カバーズ』                                                              | SECL563〜564 | 5.イージュー★ライダー                                     |
| 2013年8月7日   | cruyff in the bedroom『JESUS CRUYFF SUPER STAR Sensitive Melody Disc』              | DDCZ-1887    | 2.sad paradise                                            |
| 2013年12月18日 | 『エレファントカシマシ カヴァーアルバム2 〜A Tribute to The Elephant Kashimashi〜』 | UMCK-1468    | 6.旅の途中                                                |
| 2016年12月7日  | 銀杏BOYZ『きれいなひとりぼっちたち』                                                | UPCH-2105    | 12.ナイトライダー                                         |
| 2017年12月7日  | 橋口靖正『春色の君はかわいい/『 −5』 〜Tribute to Yasumasa Hashiguchi』             | LMCL-002     | 3.シャナナナ（中澤） 9.シンクロナイズドテレパシー（松本） |
| 2018年4月1日   | THE GOGGLES『MAGICAL MYSTERY COVERS』                                               | MKR-006      | 6.HELL（減る）                                            |

#### その他
松本・河野の単独参加作品はそれぞれのページを参照。
| 発売日         | タイトル                                     | 規格品番   | 参加曲 |
| -------------- | -------------------------------------------- | ---------- | --- |
| 1999年4月28日  | SYRUP『Flowers』                             | DNAD-00001 | 1.「Flowers」を中澤が作曲。 |
| 2005年1月15日  | 銀杏BOYZ『君と僕の第三次世界大戦的恋愛革命』 | SKOOL-005  | 9.「BABY BABY」に伊藤がキーボードで参加。 |
| 2006年5月31日  | YELL FROM NIPPON『友情のエール』             | VICL-36061 | 1.「友情のエール」に松本と中澤がボーカルで参加。 |
| 2008年10月8日  | 藤井フミヤ『F's KITCHEN』                    | AICL-1960  | 4.「ケモノ マイハート」を松本が作詞・作曲。編曲・演奏にバンドとして参加。                                                                              |
| 2008年12月3日  | Blue Smith『ORGAN LOVE』                     | CCRK-0001  | 3.「ONE feat.松本素生＆河野丈洋 from GOING UNDER GROUND」に松本が作詞・ボーカル、河野がドラムで参加。                                                  |
| 2011年7月13日  | ミドリカワ書房『愛にのぼせろ』               | TKCA-73654 | 5.「魔法にかけて！」、9.「また明日」を松本が作曲。その他10曲中6曲の制作・演奏にバンドとして参加。                                                      |
| 2012年5月16日  | 椎名林檎「自由へ道連れ」                     | 配信限定   | 1.「自由へ道連れ」に石原がベースで参加。 |
| 2013年11月13日 | 末光篤 『Colors of Concerto 色彩協奏曲』     | CRESC-006  | 9.「世界を変えるピアノが歌う feat.松本素生」に松本がボーカルで参加、14.「Smile feat.GOING UNDER GROUND」にバンドがプロデュース・演奏・コーラスで参加。 |
| 2021年11月10日 | RISA COOPER『RISA LAND』                     | HYCA-8027  | 5.「だいじなじかん」に中澤がギターで参加。 |

### 未リリース作品
音源が存在するが公式にリリースされていない楽曲を記載。
| 発表年 | タイトル         | 備考 |
| ------ | ---------------- | --- |
| 2015年 | 風になって       | DVD「GOING UNDER GROUND TOUR 『OReTABI 2014〜15』 LIVE at 渋谷公会堂『河野、バンドやめるってよ』」購入者特典として配布されたCD-R2種のうち1種に収録。 |
| 2019年 | shugar           | グッズとして販売されたカセットテープ「Private lessons vol.1」、同「vol.2」に収録。                                                                   |
| 2019年 | 武蔵野           | グッズとして販売されたカセットテープ「Private lessons vol.1」、同「vol.2」に収録。                                                                   |
| 2019年 | ダンボールギフト | グッズとして販売されたカセットテープ「Private lessons vol.1」、同「vol.2」に収録。                                                                   |

### 電子書籍
- 「GOING UNDER GROUND〜終われなかった男たちの肖像〜」（2011年　著者：兼田達矢、出版社：アクアミュージック）インタビュー集[61]。当初アプリとして発売され、その後電子書籍として配信されている。

## メディア出演

### テレビ
- ゴゴイチ! 〜SPACE SHOWER CHART SHOW〜、スペースシャワーTV）
松本がビデオメッセージコーナー「ソウイチ!」に出演していた他、2005年1月にはマンスリーアーティストとして石原主演のドラマ「2分40秒」（「24 -TWENTY FOUR-」のパロディ）を制作した。
- Oxala!（スペースシャワーTV、2006年4月5日 - 2007年3月末　毎週水曜日 18:30-20:00）
松本が10-FEETのTAKUMAと共にVJとして出演。
- オンガク開放区（テレビ神奈川、2011 - 2013年）
松本がメインMCとして出演。

### ラジオ
- PLATOn（J-WAVE、2008 - 2010年） - 松本が名越康文とともに定期的に出演していた。
- FM ROCK KIDS PART 1（AIR-G' 2006年7月1日 - 2006年9月）
- TR2（J-WAVE、2005年4月5日 - 2005年9月27日） - 火曜日パーソナリティを松本が担当。番組終了後2007年初頭まではポッドキャスティングを利用して「松本素生の元TR2」が配信されていたが、2010年現在は更新が停止している。
- MUSIC9（岐阜FM、2005年1月6日 - 3月31日(木)・4月1日 - 6月24日(金)） - 2005年1月〜3月は毎週木曜、4月〜6月は毎週金曜に中澤と伊藤がパーソナリティを務めていた。
- MUSIC FREAKS（FM802、2002年10月 - 2003年9月） - 松本が175RのSHOGOと隔週でパーソナリティを務めていた。
- GOING UNDER GROUND の 8 o'clock JUMP（CROSS FM、2002年4月1日 - 終了） - 毎週月曜日20:30 - 21:00放送。河野がパーソナリティを務めていた。

### 雑誌
- 芸術新潮 - 河野のエッセイ「もう一杯だけ呑んで帰ろう。」（角田光代との共作）連載（2014年5月号 - 2017年5月号）。2017年11月に新潮社より書籍化。
- 音楽と人 - 河野のコラム「羊が鳴く理由」連載（2005 - 2015年3月号）。
- 東海ウォーカー - 石原のエッセイ「バンめし」連載（フジファブリック金澤ダイスケと隔号リレー形式で掲載）（2010年）。
- BRIDGE ・ROCKIN'ON JAPAN - 松本のコラム「コモン駒沢グラフティー」不定期連載（2001年 - 2004年5月号）[注 16]。
- FLYING POSTMAN PRESS（フリーペーパー） - 中澤のコラム連載（東京版のみ）（2003年）。
- CDでーた - 石原のコラム「GOING UNDER GROUND石原聡の座敷あらし」連載（2002年）。
- BADGE - 中澤のコラム「GOING UNDER GROUND中澤寛規の裏BADGE」連載（2002年）。

## タイアップ
| 年     | 曲名                           | タイアップ |
| ------ | ------------------------------ | --- |
| 1998年 | ROMANCE                        | 映画『RAINBOW』（熊澤尚人監督・1999年7月10日公開）挿入歌 |
| 2001年 | アロー                         | NHK-FM放送『ミュージックスクエア 』エンディング曲（2001年2月 - 3月) |
| 2001年 | かよわきエナジー               | BS-i『アイノウタ』エンディングテーマ（2002年4月7日 2002年9月29日） |
| 2001年 | 俺たちの旅                     | ニッポン放送『オリエンタルラジオのオールナイトニッポンR』エンディング曲（2008年10月3日 - 2009年3月20日）                                                                                            |
| 2002年 | ランブル                       | テレビ東京系列『その「おこだわり」、私にもくれよ!!』第5話エンディング曲（2016年5月7日） |
| 2003年 | ダイアリー                     | テレビ埼玉『REDS TV GGR』エンディングテーマ 丸大食品テレビCMアテネ五輪応援ソング（2003年） |
| 2003年 | トワイライト                   | NHK教育『あしたをつかめ 平成若者仕事図鑑』主題歌（2004年4月5日 - 2012年3月29日） テレビ東京系『元祖!でぶや』初代エンディングテーマ 映画『銀のエンゼル』（鈴井貴之監督・2004年12月18日公開）挿入歌   |
| 2003年 | ハートビート                   | ボーダフォン日本法人「V601N」テレビCM（2003年11月末） 映画『茜色に焼かれる』（石井裕也監督・2021年5月21日公開）主題歌                                                                               |
| 2003年 | さえないブルー                 | 映画『銀のエンゼル』主題歌 |
| 2004年 | サンキュー                     | TBS系『Pooh!』2004年9月度エンディングテーマ 映画『彩恋 SAI-REN』（飯塚健監督・2007年8月4日公開）挿入歌 TBS『恋するハニカミ!』限定花王ソフィーナ「AUBE」60秒テレビCM（2004年）                       |
| 2005年 | STAND BY ME                    | アサヒ飲料「三ツ矢サイダー」テレビCM（2005年3月12日 - ） テレビ埼玉『V-Clips』2015年1月度オープニング曲                                                                                             |
| 2005年 | きらり                         | music.jp「夏うた 夏メロ キャンペーン」使用曲（2005年） NHK松江放送局『先生の秘密』主題曲（2007年7月27日）                                                                                           |
| 2005年 | トゥモロウズ ソング            | NHK『みんなのうた』（2005年8月 - 9月） |
| 2006年 | 南十字                         | NTTドコモ東海テレビCM（2006年2月11日 - ） ※東海地方のみ |
| 2006年 | VISTA                          | アサヒ飲料「三ツ矢サイダー」テレビCM（2006年3月18日 - ） ニンテンドーDS『燃えろ!熱血リズム魂 押忍!闘え!応援団2』使用曲                                                                              |
| 2006年 | ハミングライフ                 | J-WAVE春のキャンペーン「THiNK!TOMORROW」キャンペーンソング（2006年春） 映画『ハミングライフ』（窪田崇監督・2007年1月13日公開）エンディングテーマ                                                    |
| 2007年 | 胸いっぱい                     | テレビ東京系『世界卓球2007』テーマ曲 |
| 2007年 | ion                            | 映画『ハミングライフ』オープニングテーマ |
| 2007年 | さかさまワールド               | 映画『タクミくんシリーズ そして春風にささやいて』（横山一洋監督・2007年12月22日公開）主題歌 |
| 2007年 | PLANET                         | 東京海上日動あんしん生命テレビCM（2007年9月2日 - ） |
| 2007年 | Title                          | 日本フットサルリーグ（F.LEAGUE）2007年度オフィシャルテーマソング |
| 2008年 | 初恋（村下孝蔵のカバー）       | サントリー「白いなっちゃん」テレビCM（2008年1月 - ） |
| 2008年 | My Treasure                    | テレビ朝日系『アドレなガレッジ』エンディングテーマ（2008年4月 - 6月） |
| 2009年 | run boyz run                   | 日本フットサルリーグ（F.LEAGUE）2008年度オフィシャルテーマソング |
| 2009年 | 世界のまん中                   | HONDA「VTR」テレビCM（2009年2月 - ） |
| 2009年 | すべての音楽が鳴りやんだあとに | 西日本シティ銀行テレビCM（2009年6月 - 1年間） |
| 2009年 | トーキョー・キャンバス         | 東京新聞テレビCM（2009年3月12日 - 1年間） |
| 2009年 | Pa!Pa!Pa!                      | 信州大学繊維学部「ハナサカ軍手ィプロジェクト」テーマソング（2009年 - ） |
| 2010年 | LISTEN TO THE STEREO!!         | テレビ東京系『家庭教師ヒットマンREBORN!』オープニングテーマ（2010年4月 - 9月） CBCラジオ『宮部和裕のドラゴンズEXPRESS』番組テーマ曲（2010年10月5日 - 2011年4月1日／2011年10月19日 - 2012年3月29日） |
| 2011年 | RAW LIFE                       | 映画『行け!男子高校演劇部』（英勉監督・池田鉄洋脚本・2011年8月6日公開）主題歌 |
| 2011年 | さよなら僕のハックルベリー     | 洋服の青山テレビCM「フレッシャーズ」編（2011年2月14日 - ） テレビ神奈川『音楽缶』2011年4月度テーマソング                                                                                            |
| 2011年 | 愛なんて                       | 映画『ハラがコレなんで』（石井裕也監督・2011年11月5日公開）主題歌 |
| 2012年 | Shining                        | JR東海「トーキョーブックマーク」テレビCM（2012年春） |
| 2012年 | Breakthrough                   | テレビ東京系『FAIRY TAIL』オープニングテーマ（2012年10月 - 2013年1月） |
| 2014年 | ALONE AGAIN                    | 壺溪塾テレビCM（2014年4月 - ） ※熊本のみ |
| 2014年 | Tangerine Orange               | テレビ神奈川『ハマナビ』エンディングテーマ（2014年春） |
| 2016年 | Teenage Last                   | テレビ神奈川『MUTOMA』2016年8月度テーマ曲 |
| 2018年 | Winding Road                   | 進研ゼミ中学講座「合格への基礎力UPマラソン」応援ソング（2010年 - ） |

### ヘビーローテーション
| 年     | 曲名                       | ヘビーローテーション                                                                             |
| ------ | -------------------------- | ------------------------------------------------------------------------------------------------ |
| 2001年 | センチメント・エキスプレス | 関西AMラジオ局合同「Monthly A Music」2001年9月度ヘビーローテーション                             |
| 2002年 | ミラージュ                 | スペースシャワーTV 2002年4月度POWER PUSH!                                                        |
| 2002年 | ランブル                   | FM802 2002年7月度ヘビーローテーション e-radio「e-radio HotStuff」2002年7月度ヘビーローテーション |

## ミュージック・ビデオ
| 年     | 曲名                                                 | 監督                           |
| ------ | ---------------------------------------------------- | ------------------------------ |
| 1998年 | 涙がこぼれそう                                       | -                              |
| 1999年 | 思春期のブルース                                     | -                              |
| 2000年 | ロマンチック街道                                     | 熊澤尚人                       |
| 2000年 | 桜が咲いたら                                         | 熊澤尚人                       |
| 2001年 | アロー                                               | 黒川静香                       |
| 2001年 | グラフティー                                         | 本田義信                       |
| 2001年 | センチメント・エキスプレス                           | 川村ケンスケ                   |
| 2001年 | かよわきエナジー〜Take Me Home, Country Roads.       | 本田義信                       |
| 2002年 | ミラージュ                                           | 川村ケンスケ・岩神拓郎         |
| 2002年 | ランブル                                             | 川村ケンスケ                   |
| 2003年 | ダイアリー                                           | 熊澤尚人                       |
| 2003年 | トワイライト                                         | 中野達仁                       |
| 2003年 | ハートビート                                         | 熊澤尚人                       |
| 2004年 | サンキュー                                           | 中野達仁                       |
| 2004年 | 同じ月を見てた                                       | 中野達仁                       |
| 2005年 | アゲハ alternate version "アゲハとトカゲ"            | 本田義信                       |
| 2005年 | STAND BY ME                                          | -                              |
| 2005年 | きらり                                               | -                              |
| 2006年 | Happy Birthday                                       | 川村ケンスケ                   |
| 2006年 | VISTA                                                | 土屋隆俊                       |
| 2006年 | ハミングライフ                                       | 河野丈洋                       |
| 2007年 | 胸いっぱい                                           | 中野達仁                       |
| 2007年 | TWISTER                                              | 竹内鉄郎                       |
| 2007年 | さかさまワールド                                     | 竹内鉄郎                       |
| 2007年 | Title                                                | 木村真生                       |
| 2008年 | 初恋                                                 | 西川修司                       |
| 2008年 | My Treasure                                          | 木村真生                       |
| 2009年 | いっしょに帰ろう                                     | 倉山直樹・手塚一紀             |
| 2010年 | LISTEN TO THE STEREO!!                               | フカツマサカズ・庄司信也       |
| 2010年 | LONG WAY TO GO                                       | フカツマサカズ・庄司信也       |
| 2011年 | さよなら僕のハックルベリー                           | 庄司信也                       |
| 2011年 | 愛なんて                                             | 石井裕也                       |
| 2012年 | Breakthrough                                         | 二宮銀治                       |
| 2013年 | カモメトゥモロー                                     | 本田義信                       |
| 2014年 | ALONE AGAIN                                          | フカツマサカズ                 |
| 2016年 | the band                                             | 瀬川功仁                       |
| 2016年 | Teenage Last（Short ver.） Teenage Last（Full ver.） | 大場潤也                       |
| 2017年 | 超新星                                               | -                              |
| 2017年 | あたらしい                                           | -                              |
| 2018年 | トワイライト（ハートビート 2018〜emotionalred〜）    | 庄司信也、大場潤也（HTP inc.） |
| 2018年 | ダイアリー（ハートビート 2018〜emotionalred〜）      | 庄司信也、大場潤也（HTP inc.） |
| 2018年 | スウィートテンプテーション                           | 大場潤也                       |
| 2018年 | HOBO                                                 | 芳賀陽平（FACTORY1994）        |
| 2018年 | ペパーミントムーン                                   | Rachel Chie Miller             |
| 2020年 | 望郷東京2020                                         | 大場潤也                       |
| 2020年 | 固結び                                               | 大場潤也                       |

## 主なライブ

### ワンマン・主催イベント

#### ツアー
- 2001年 - FIVE ARROWS
- 2001年 - ORETABI
- 2002年 - EVERYBODY GO FIGHT! 君の住む街が見えてきた[注 23]
- 2002年 - hocus pocus
- 2002年 - 秋
- 2002年 - kodama
- 2003年 - いろは
- 2003年 - every breath
- 2004年 - every place
- 2004年 - THANKS GIVING
- 2005年 - h.o.p.s.
- 2005年 - orion
- 2006年 - TUTTI
- 2006年 - going on parade
- 2007年 - TWISTER
- 2007年 - さかさまワールドツアー/さかさまワールドツアーダブルス
- 2008年 - 目を閉じて君を想う時は
- 2008年 - LUCKY STAR
- 2010年 - 聡です！ひろき心で気分JOEJOE！はりきっていきまSOU！
- 2011年 - 10th Anniversary Tour Rollin' Rollin'
- 2012年 - strangers in the night[注 24]
- 2012年 - WHEEL of FORTUNE
- 2012年 - emotional song session
- 2012年 - Roots＆Routes[注 25]
- 2013年 - ならば青春の光[注 26]
- 2014年 - ひとりぼっちになる日のために
- 2014年 - OReTABI 2014～15[注 27]
- 2015年 - Teenage last
- 2015年 - 武蔵野コーリング[注 28]
- 2015年 - soul train
- 2015年 - hello sunset club
- 2016年 - Out Of Blue
- 2017年 - SUPERNOVA
- 2017年 - 真夏の目撃者[注 29]
- 2018年 - 20th Anniversary PREMIUM LIVE[注 30]
- 2018年 - 20th Anniversary ICE CREAM TOUR
- 2018年 - 20th Anniversary RETURN OF THE ICE CREAM
- 2019年 - ALL TIME BEST TOUR 〜20th STORY＋LOVE＋SONG〜

### 出演イベント
フェス・大型イベント・サーキットライブを記載。

### サポートミュージシャン
- おおくぼけい - 伊藤脱退直後の2009年から2010年までキーボードでライブ、レコーディングに参加。
- 青木慶則 - 2010年夏から2014年2月までの3年半にわたり主にキーボードでライブ、レコーディングに参加。サポート参加以前の2010年春には河野と二人でツアーを行った。サポート当時の名義は「HARCO（ハルコ）」。
- 平畑徹也 - 2014年にキーボードでライブ、レコーディングに参加。
- 橋口靖正 - 2014年夏から約2年半に亘りサポートキーボードを担当していたが、2016年12月8日に急逝した。キーボードの他、編曲、コーラス、プロデュース、一部の楽曲の作曲にも関わっている。メンバーからは「ぐっちゃん」の愛称で親しまれ、特に中澤との親交が深かった[92]。
- 富田政彦 - 橋口が在籍していたバンド「hello!」の初期ドラマーで、橋口の紹介により河野脱退後の2015年からサポートドラムを担当。
- オヤイヅカナル（木（KI）） - 2017年から2019年までサポートキーボードを担当。
- タナカハルミ（THE PARTYS/ザ パーリーズ） - 2019年からサポートキーボードを担当。